# باشماخ (سقز)
قرية باشماخ (بالكردية: باشماخ) هي إحدى القرى التابعة لـتيله کو في ريف قسم زيويه من مقاطعة سقز، في محافظة كردستان الإيرانية.

## السكان
حسب إحصاءات سنة 2006، بلغ إجمالي السكان في باشماخ 765 نسمة وعدد المساكن 164 مسكن. لغة سكان باشماخ هي اللغة الكردية و هم من أهل السنة والجماعة والمذهب الشافعي.